# Dormilon à bec maculé
Muscisaxicola maculirostris
Espèce
Statut de conservation UICN

 LC  : Préoccupation mineure
Le Dormilon à bec maculé (Muscisaxicola maculirostris) est une espèce de passereau placée dans la famille des Tyrannidae. Il mesure entre 12 et 14 centimètres.

## Illustrations
- Photos

## Répartition
On le trouve en Argentine, Bolivie, Chili, Colombie, Équateur et Pérou.

## Habitat
Son habitat est les zones de fruticées et de pâturage en haute montagne dans les régions tropicales et subtropicales.

## Sous-espèces
Selon Peterson
- Muscisaxicola maculirostris maculirostris Orbigny & Lafresnaye 1837
- Muscisaxicola maculirostris niceforoi Zimmer 1947
- Muscisaxicola maculirostris rufescens Berlepsch & Stolzmann 1896